# Ateleute mesorufa
Ateleute mesorufa är en stekelart som beskrevs av Setsuya Momoi 1970. Ateleute mesorufa ingår i släktet Ateleute och familjen brokparasitsteklar. Inga underarter finns listade.